# Tour financière Bitexco
La tour financière Bitexco est un gratte-ciel d'Hô Chi Minh-Ville, au Viêt Nam. Commencé en 2006, il a été inauguré le 31 octobre 2010. Elle est connue sous le nom de « tour Bitexco » (Bitexco est une entreprise nationale d'import-export). Avec 262 m de hauteur, il était le plus haut gratte-ciel du pays de 2010 au 24 janvier 2011, date de l'inauguration de la tour Keangnam de Hanoï « Landmark 72 ».

## Historique

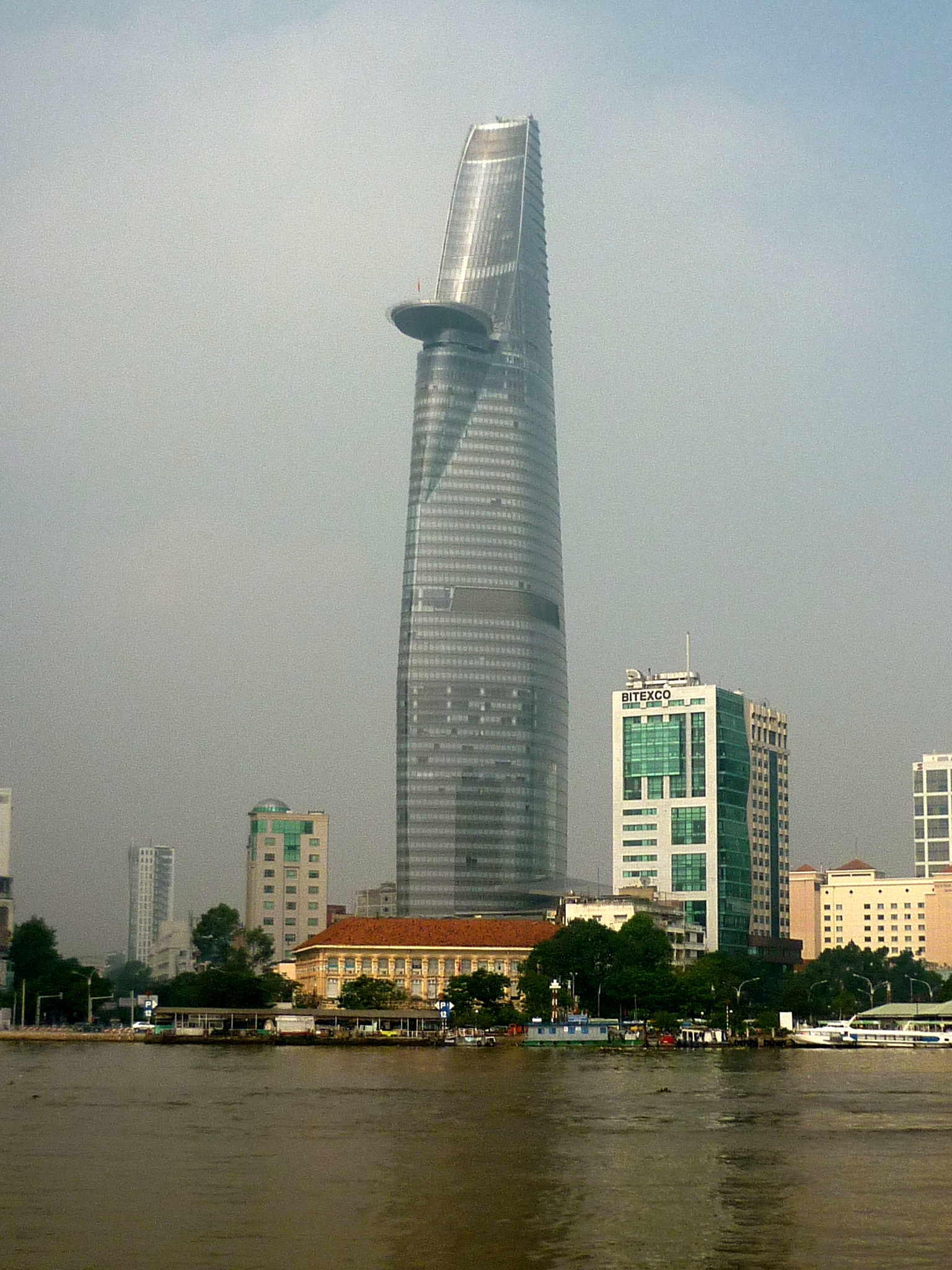
La tour en 2010.

Elle a été construite par l'agence AREP, emmenée par les architectes ingénieurs Jean-Marie Duthilleul et Étienne Tricaud. C'est une tour de bureaux de 68 étages (95 000 m2) juchée sur un podium commercial de 5 niveaux. Ses formes sont inspirées d'une fleur de lotus.
Elle comprend 13 niveaux de bureaux de prestige, un restaurant panoramique et une plate forme d'hélicoptère.
Maîtrise d'ouvrage : Binh Minh Import-Export Production & Trade. Montant des travaux : 100 millions d'euros.

## Etude du sol
Le sol présent sous la tour financière Bitexco possède des sédiments d'alluvions qui se sont formés par les dépôts de la rivière Mekong passant à côté. Ce sol est donc très instable et s'affaisserait sous la masse de la structure si cette dernière n'avait pas eu de semelles filantes importantes et de pieux en béton armé allant à 60 mètres de profondeur pour atteindre une roche assez solide et ainsi pouvoir effectuer une descente des charges sans que la structure ne s'écroule.